# El Gràfic
El Gràfic: surt els dissabtes, apareix un 27 d'octubre de 1908. És una revista formada per diversos intel·lectuals que tenen com a objectiu informar al lector sobre l'actualitat, primer, de Barcelona i, després, de la resta de Catalunya, si s'escau. Francesc Ribalta en fou el director i es venia a 20 cèntims. Aquesta era publicada a Barcelona, no es coneix l'editor, i distribuïda per la Impremta TORNS HERMANOS Y VILA per tota la ciutat. Era una revista de periodicitat setmanal amb una tirada molt flexible situada entre les 20 i les 30 pàgines depenent del número.
“Aquest primer número de EL GRAFIC, está compost en vintiquatre hores. Si es veritat l'adagi periodistic de que'l número primer es sempre'l pitjor, no hi ha dubte que comensarem potser defraudant esperances. Pero l'actualitat es emperatriu y es ineludible, y preferim per ella perdre en calitat pera guanyar en rapidesa d'informació”. D'aquesta manera es presentava l'autor, sota el pseudònim de Pinpin Nicolson, als nous lectors en el primer número de la revista.
També cal destacar el fet que certs articles publicats eren traduïts per la mateixa revista. Un clar exemple seria Carta de dona, de Marcel Prévost, autor i dramaturg francès.
Ens trobem en l'any 1908, un moment en què en el territori català la Solidaritat de Catalunya té el control polític, tot i que es troba al final del seu camí, amb la futura dissolució i amb el posterior esclat de la Setmana Tràgica l'any 1909 a Catalunya, a causa del Desastre al Barranco del Lobo i la crida dels reservistes a files. Aquesta actitud catalanista la podem veure al llarg de la revista en els seus escassos números.
Tot i que com indica el títol de la revista aquesta surt els dissabtes, el 27 d'octubre de l'any 1908 coincideix en dimarts. Les 9 revistes seran publicades en dimarts menys la segona, la única publicada en dissabte (el 7 de novembre de 1908).

## Història
El gràfic és una revista de poc menys de dos mesos. En el que es van publicar 9 números. Per tant, al estar parlant d'una revista amb poca vida en tenim menys informació.
Com hem pogut llegir en l'anterior fragment, Pinpin Nicolson assenyala que “preferim per ella perdre en calitat pera guanyar en rapidesa d'informació”. Això ens diu que El Gràfic és una revista amb una clara intenció informativa, sobretot, del què està passant a Barcelona. Tot i que també es trasllada a altre poblacions com Toulouse, França.
Al principi es tracta d'una revista on es barregen cròniques, articles d'opinió, poemes i fotografies dels diferents col·laboradors de la revista. En el primer número de la revista, trobem una nota de Pinpin Nicolson explicant el funcionament de El Gràfic. Després d'una breu introducció i havent presentat el col·laboradors i els il·lustradors comença el primer número de la revista. Poemes de Joan Maragall, amb La Fageda d'en Jordà, envaeixen les primeres pàgines, la poesia tindrà un paper preponderant al llarg de la curta història de El Gràfic. S'hi afegeixen il·lustracions del rei Alfons XIII o Victòria Eugènia de Battemberg, que tenyeixen les pàgines acompanyant les fotografies, principalment de temàtica política. La Setmana Política serà una de les seccions de la revista explicant tota l'actualitat, sobretot, de la ciutat Comtal. La part final estarà dedicada a les estrenes teatrals i els anuncis publicitaris.
A la meitat de la vida de la revista trobem com els esdeveniments esportius comencen a entrar en escena. També continuarem trobant un contingut polític però barrejat amb els esdeveniments esportius, narrant, per exemple, el campionat de la WN-Tennis o La Festa Deportiva de la Bonanova, i, lingüístics, explicant les principals novetats de l'institut d'Estudis Catalans (IEC). El contingut artístic i teatral continuarà sent present encara, encarnant una major importància. En aquest moment El Gràfic demostra ser un tipus de revista que pretén informar a la població sobre els esdeveniments que han tingut lloc, principalment, a Barcelona i a la resta de Catalunya.
Al darrer número de la revista cal destacar la importància que donen els col·laboradors a la figura dels Toulusencs, als qui dediquen gran part de les pàgines d'aquest últim número de la revista. Més endavant es continuarà fent referència a la creació artística, però aquest cop, no apareixerà el teatre. La secció de La Setmana Política encara continuarà dempeus tot i els retocs que s'han arribat a fer des del primer número. Una novetat és l'aparició de la secció Modas, on hi apareixen vestits de dones i nens petits. Una altra novetat, abans d'arribar a la publicitat, que significava la cloenda de la revista, fou l'aparició dels Passatemps on el lector podia rombes i quadrats numèrics o acrostichs.
Des del primer número fins a l'últim cal destacar, a grans trets, una major classificació de la informació i de les seccions. També cal fer èmfasis en què El Gràfic era una revista que se servia molt de les il·lustracions i fotografies per acompanyar els texts a través dels que aportaven tota la informació necessària perquè el lector estigues al corrent del què passava a Barcelona.
Hi ha una gran diferència en poc més de dos mesos. Pel que fa a la portada i a la presentació la revista ja canvia. La classificació en seccions (des de moda passant pel teatre o l'art).

## Final
El 22 de Desembre de 1908 es publica l'últim número de la revista. El format es completament diferent que el de la primera. Les diferències, com hem dit, son presents entre ambdues. Per causes no justificades El Gràfic acabava després d'haver començat feia escassos dos mesos i amb només 9 números a les espatlles.

## Relació de directors i col·laboradors
DIRECTOR: Francesc Ribalta
COL·LABORADORS:
- Eugenio d'Ors: (Barcelona, 1881 – Vilanova i la Geltrú, 1954) fou un escriptor i filòsof català
- Gabriel Alomar: (Palma, 1873 – El Caire, 1941) fou un poeta, prosista i assagista mallorquí, molt relacionat amb el moviment d'art català del modernisme.
- Joaquim Mir: (Barcelona,1873 – Barcelona, 1940) fou un pintor català.
- Gregori Martínez Sierra: (Madrid, 1881 - Madrid,  1947), fou un escriptor, dramaturg i empresari teatral espanyol del Modernisme.
- Mariús Aguilar: (Huete, 1883 – Montpeller, 1950) fou un periodista.
- Joan Maragall: (Barcelona, 1860 -1911). Fou un poeta i escriptor català,
- Santiago Rusiñol: (Barcelona, 1861 - Aranjuez, 1931) va ser un pintor, escriptor, periodista i dramaturg català.
- Ramón Casellas: (Barcelona, 1855 – Sant Joan de les Abadesses, 1910) fou un periodista, crític d'art, narrador modernista i col·leccionista català.
- Josep Pín i Soler: (Tarragona, 1842 -  Barcelona, 1927) fou un prosista, traductor i dramaturg del moviment realista.
- Manel Montoliu: (Barcelona, 1877 - Ibídem, 1961) fou un destacat crític i historiador de la literatura.
- Mossèn Costa i Llobera
- Josep Carner: (Barcelona, 1884 – Brussel·les 1970), fou un poeta, periodista, autor de teatre i traductor català.
- Ramón Vinyes: (Berga, 1882 – Barcelona, 1952) fou un escriptor d'obres de teatre, poesia i contes.
- Pere Prat Gaballí: (Pineda de Mar, 1885 – Barcelona, 1962) és considerat el pare de la publicitat catalana i espanyola.
- Antoni Rovira i Virgili:  (Tarragona, 1882 - Perpinyà, 1949) fou un periodista, lingüista i polític català.

IL·LUSTRADORS:
- Adrià Gual: (Barcelona, 1872 - 1943)fou un dramaturg i empresari teatral català, impulsor i director de l'Escola Catalana d'Art Dramàtic (ECAD), pintor i pioner del cinema.
- Ismael Smith: (Barcelona, 1886 – White Plains, New York, 1972) fou un dibuixant i gravador català.
- Josep Junoy: (Barcelona, 1887 - Barcelona, 1955) fou un periodista, poeta i dibuixant català.
- Feliu Elies Bracons (l'Apa): (Barcelona, 1878 - Barcelona, 1948) va ser un dibuixant, caricaturista, pintor, il·lustrador i crític d'art català.